# Littlejohn (адаптер)

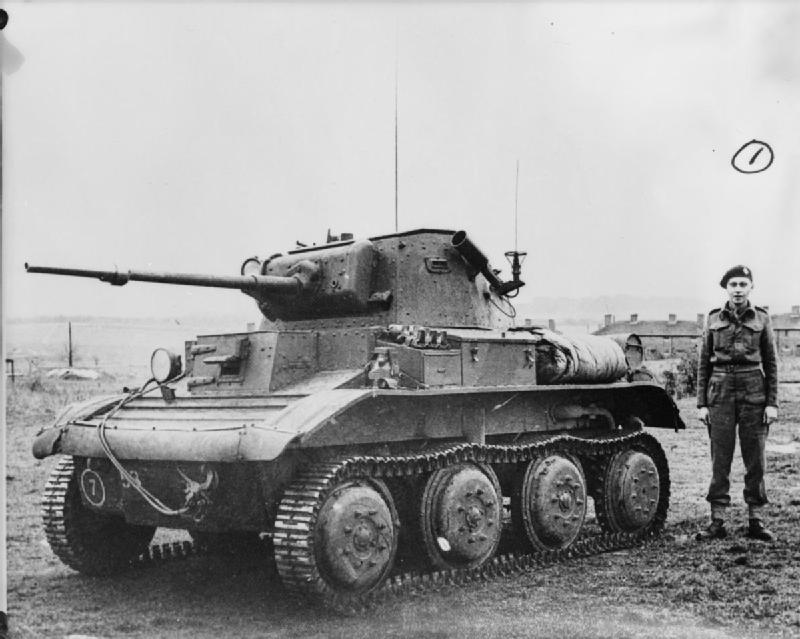
Легкий танк Mk VII Tetrarch Mk I з гарматою, оснащеною адаптером Littlejohn.

77Littlejohn — насадка-адаптер на ствол британської 40-мм протитанкової гармати QF 2 pounder. Використовувалася під час Другої світової війни для підвищення характеристик і продовження терміну служби за допомогою перетворення в гармату із конічним стволом. Назва «Littlejohn» походить від буквального перекладу на англійську прізвища конструктора Франтішека Янечека, чеського винахідника, який в 1930-х займався дослідженням подібних гармат.

## Пристрій

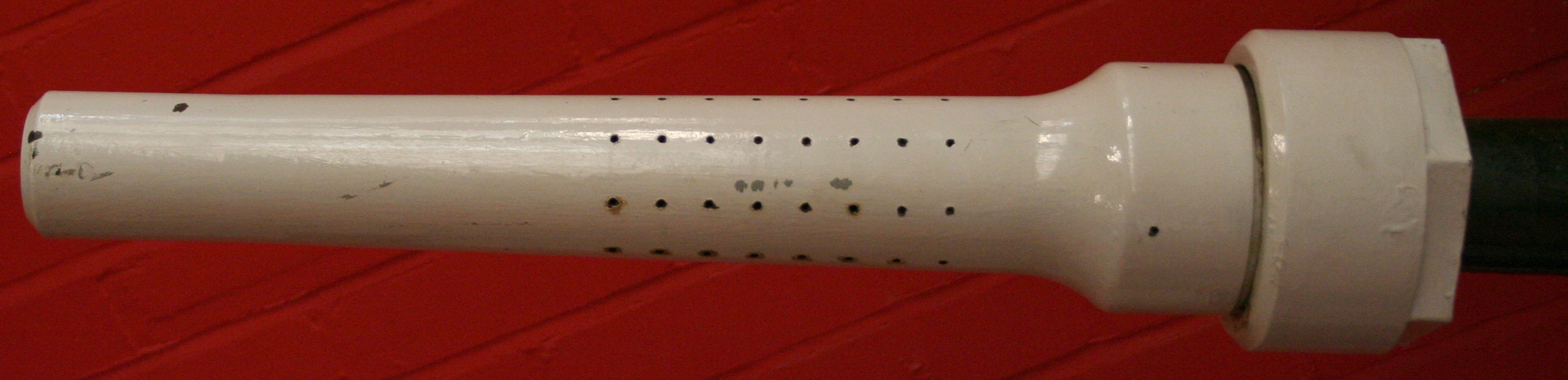
Littlejohn із Бовінгтонського танкового музею

Адаптер являє собою насадку конічного перетину з діаметром, що зменшується в міру наближення до дульного зрізу. Для цієї зброї використовувалися снаряди з твердим вольфрамовим сердечником і відносно м'якою оболонкою, за британською номенклатурою APCNR (armour-piercing, composite non-rigid — бронебійні, композитні, "м'які").</br> Після займання порохового заряду, снаряд проходив ближню частину ствола як при звичайному пострілі. Потім, при проходженні адаптера, м'який і податливий метал зовнішньої оболонки снаряда зминався, а його діаметр знижувався з 40 мм до приблизно 30 мм. Через підвищений тиску в стволі, високошвидкісний бронебійний снаряд APSV (armour-piercing super velocity) мав велику початкову швидкість, а також більш пологу траєкторію. Таким чином, снаряд, розігнаний до більшої швидкості, контактував з бронею танка дещо меншою поверхнею, що давало ефект, аналогічний спостережуваному при використанні підкаліберних боєприпасів.
Початкова швидкість снаряда APSV Mark II становила 1143 м/с, що значно перевершувало швидкість, що розвивається звичайним бронебійним снарядом APCBC, що важить 1,2 кг — 792 m/s. Легший снаряд Mark I APSV міг пробити броню товщиною 88 мм.
У 1942 артилерійсько-технічна служба Армії США використовувало адаптер Littlejohn, намагаючись розробити власний зразок подібного пристрою для 37-мм протитанкової гармати 37 mm Gun M3. Однак, після декількох пострілів адаптер деформувався.

## Бойове застосування
Адаптер в основному використовувався на британських бронеавтомобілях, зокрема на БА «Daimler», які були спроектовані на початку війни і вже не могли бути озброєні гарматами більшого калібру. За необхідності адаптер можна швидко зняти для стрільби звичайними снарядами.